# 세계 평화 평의회

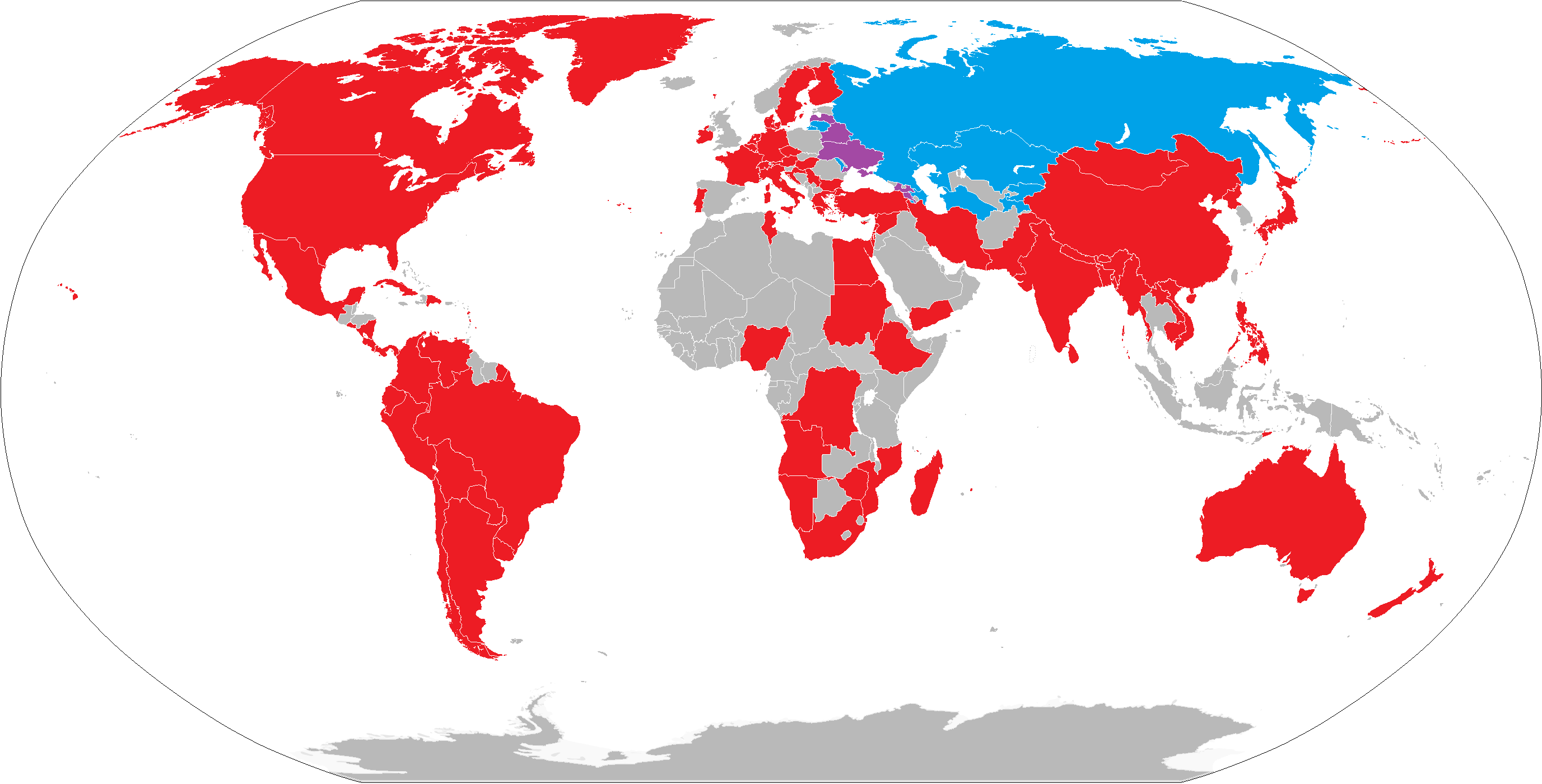
세계 평화 평의회의 회원국.

세계 평화 평의회(世界平和評議會, World Peace Council, WPC)는 제국주의, 대량살상무기, 모든 형태의 차별에 반대하는 운동 및 군비 축소, 주권, 독립, 평화 공존을 옹호하는 국제 단체이다. 미국과 서구권의 전쟁 도발을 반대할 목적으로 전 세계 평화 운동을 장려하기 위해 소련 공산당과 코민포름의 정책에서 부상하면서 1945년에 설립되었다. 첫 서기장은 공산주의의 물리학자 프레데리크 졸리오퀴리이다. 1968년부터 1999년까지 헬싱키에 위치해 있다가, 1999년부터 아테네에서 운영되고 있다.

## 과거 총장
- 프레데리크 졸리오퀴리 (1950–58)
- John Desmond Bernal (1959–65)
- Isabelle Blume (1965–69)
- Romesh Chandra (General Secretary in 1966–1977; President in 1977–90)
- Evangelos Maheras (1990–93)
- Albertina Sisulu (1993–2002)
- Prof Niranjan Singh Maan
- Orlando Fundora López (2002–08)

## 같이 보기
- 세계 평화
- 평화 운동